# Triaenodes bicolor
Triaenodes bicolor là một loài Trichoptera trong họ Leptoceridae. Chúng phân bố ở miền Cổ bắc.